# Brachyotum strigosum
Brachyotum strigosum là một loài thực vật có hoa trong họ Mua. Loài này được (L. f.) Triana mô tả khoa học đầu tiên năm 1871.